# Stråkkvartett
En stråkkvartett är en kammarmusikalisk ensemble bestående av två violiner, viola och cello. Förstaviolinisten, som ofta men inte alltid är ledare, kallas primarie. Stråkkvartetten är kanske den mest spridda och typiska kammarmusikaliska ensemblen.

## Berömda stråkkvartetter (ensembler)
- Amadeuskvartetten
- Balanescu Quartet
- Borodinkvartetten
- Brodsky Quartet
- Kronos Quartet

## Kompositioner
En komposition för en stråkkvartettensemble kallas också stråkkvartett. De flesta stråkkvartetter är flersatsiga, med den första satsen ofta skriven i sonatform. Berömda stråkkvartetter har skrivits av bland andra Haydn, Mozart, Beethoven, Schubert, Mendelssohn, Bartók och Sjostakovitj. Den kanske främste svenska företrädaren är Wilhelm Stenhammar.